# Temporada 2023-2024 del FC Barcelona
La temporada 2023-24 és la 124a en la història del Futbol Club Barcelona i la seva 93a temporada consecutiva en la màxima categoria. El club participa en la Lliga, la Copa del Rei, la Supercopa d'Espanya i la Lliga de Campions de la UEFA.

## Traspassos

### Entrades
| No.             | Pos   | Jugador         | Transferit des de    | Quota                  | Data           | Font  |
| --------------- | ----- | --------------- | -------------------- | ---------------------- | -------------- | ----- |
| —               | DEF   | Clément Lenglet | Tottenham Hotspur    | Devolució de cessió    | 1 juliol 2023  | [ 1 ] |
| —               | DEF   | Sergiño Dest    | AC Milan             | Devolució de cessió    | 1 juliol 2023  | [ 2 ] |
| —               | DAV   | Àlex Collado    | Elx CF               | Devolució de cessió    | 1 juliol 2023  | [ 3 ] |
| —               | MIG   | Nico González   | València CF          | Devolució de cessió    | 1 juliol 2023  | [ 4 ] |
| 16              | DAV   | Abde Ezzalzouli | CA Osasuna           | Devolució de cessió    | 1 juliol 2023  | [ 5 ] |
| 22              | MIG   | İlkay Gündoğan  | Manchester City FC   | Transferència gratuïta | 1 juliol 2023  | [ 6 ] |
| 5               | DEF   | Iñigo Martínez  | Athletic Club        | Transferència gratuïta | 5 juliol 2023  | [ 7 ] |
| 18              | MIG   | Oriol Romeu     | Girona FC            | 3.400.000 €            | 19 juliol 2023 | [ 8 ] |
| Mercat d'hivern |       |                 |                      |                        |                |       |
| 19              | DAV   | Vitor Roque     | Athletico Paranaense | 30.000.000 €           | 1 gener 2024   | [ 9 ] |
| Total           | Total | Total           | Total                | 33.400.000 €           |                |       |

### Sortides
| No.   | Pos   | Jugador           | Transferit a           | Quota                     | Data            | Font   |
| ----- | ----- | ----------------- | ---------------------- | ------------------------- | --------------- | ------ |
| —     | DAV   | Francisco Trincão | Sporting CP            | 7.000.000 €               | 1 juliol 2023   | [ 10 ] |
| 5     | MIG   | Sergio Busquets   | Inter de Miami         | Finalització de contracte | 1 juliol 2023   | [ 11 ] |
| 18    | DEF   | Jordi Alba        | Inter de Miami         | Recissió de contracte     | 1 juliol 2023   | [ 12 ] |
| —     | DEF   | Samuel Umtiti     | Lille OSC              | Recissió de contracte     | 1 juliol 2023   | [ 13 ] |
| —     | DAV   | Àlex Collado      | Reial Betis            | No revelat                | 27 juliol 2023  | [ 14 ] |
| —     | MIG   | Nico González     | FC Porto               | 8.500.000 €               | 29 juliol 2023  | [ 15 ] |
| 19    | MIG   | Franck Kessié     | Al-Ahli                | 12.500.000 €              | 9 agost 2023    | [ 16 ] |
| 7     | DAV   | Ousmane Dembélé   | Paris Saint-Germain FC | 50.400.000 €              | 12 agost 2023   | [ 18 ] |
| 16    | DAV   | Abde Ezzalzouli   | Reial Betis            | 7.500.000 €               | 1 setembre 2023 | [ 19 ] |
| Total | Total | Total             | Total                  | 85.900.000 €              |                 |        |

### Incorporacions de cedits
| No.   | Pos | Jugador      | Cedit des de       | Quota      | Data            | Font   |
| ----- | --- | ------------ | ------------------ | ---------- | --------------- | ------ |
| 14    | DAV | João Félix   | Atlètic de Madrid  | Cap        | 1 setembre 2023 | [ 20 ] |
| 2     | DEF | João Cancelo | Manchester City FC | No revelat | 1 setembre 2023 | [ 21 ] |
| Total |     |              |                    |            |                 |        |

### Cessions
| No.   | Pos | Jugador         | Cedit a                | Quota | Data            | Font   |
| ----- | --- | --------------- | ---------------------- | ----- | --------------- | ------ |
| 32    | MIG | Pablo Torre     | Girona FC              | Cap   | 18 juliol 2023  | [ 22 ] |
| 35    | DEF | Chadi Riad      | Reial Betis            | Cap   | 27 juliol 2023  | [ 23 ] |
| —     | DEF | Julián Araujo   | UD Las Palmas          | Cap   | 1 agost 2023    | [ 24 ] |
| 2     | DEF | Sergiño Dest    | PSV Eindhoven          | Cap   | 21 agost 2023   | [ 25 ] |
| 12    | DEF | Clément Lenglet | Aston Villa            | Cap   | 1 setembre 2023 | [ 26 ] |
| 10    | DAV | Ansu Fati       | Brighton & Hove Albion | Cap   | 1 setembre 2023 | [ 27 ] |
| 24    | DEF | Èric Garcia     | Girona FC              | Cap   | 1 setembre 2023 | [ 28 ] |
| Total |     |                 |                        |       |                 |        |

## Resultats

### Lliga
| 13 d'agost de 2023   | Getafe CF                                                                           | 0–0     | FC Barcelona                  | Getafe                                                           |  |
| 21:30 CEST (UTC+2) 1 | Mitrović 15' Mata 31', 57' Aleñá 38' Damián 82' Lozano 84' Djené 90+1' Portu 90+15' | Informe | Raphinha 38', 42' Gavi 90+11' | Coliseum Alfonso Pérez · 13.410 espectadors · César Soto Grado · |  |

| 20 d'agost de 2023   | FC Barcelona                                                              | 2–0     | Cadis CF                                     | Barcelona                                                                   |  |
| 19:30 CEST (UTC+2) 2 | De Jong 26' · Ter Stegen 26' · Gavi 45+6' · Pedri 73', 82' · Torres 90+4' | Informe | Alejo 14' San Emeterio 45+2' Hernández 90+3' | Estadi Olímpic Lluís Companys · 39.603 espectadors · Alejandro Muñiz Ruiz · |  |

| 27 d'agost de 2023   | Vila-real CF                                                          | 3–4     | FC Barcelona                                                                          | Vila-real                                                                         |  |
| 17:30 CEST (UTC+2) 3 | Foyth 26', 45+6' · Sørloth 40' · Baena 50' · Terrats 57' · Gabbia 80' | Informe | Gavi 12' · De Jong 15' · Yamal 44' · Lewandowski 45+6', 71' · Torres 68' · Garcia 82' | Estadi de la Ceràmica · 21.679 espectadors · Alejandro José Hernández Hernández · |  |

| 3 de setembre de 2023 | CA Osasuna                         | 1–2     | FC Barcelona                                                                      | Pamplona                                                   |  |
| 21:00 CEST (UTC+2) 4  | Areso 41' · Ávila 76' · Catena 84' | Informe | Lewandowski 33', 85' (pen.) · Koundé 45+1' · Gavi 67' · De Jong 83' · Balde 90+1' | El Sadar · 21.966 espectadors · Miguel Ángel Ortiz Arias · |  |

| 16 de setembre de 2023 | FC Barcelona                                                                              | 5–0     | Reial Betis              | Barcelona                                                                          |  |
| 21:00 CEST (UTC+2) 5   | João Félix 25' · Lewandowski 32' · Torres 62' · Raphinha 66' · Cancelo 81' · Martínez 86' | Informe | Bartra 72' Rodríguez 84' | Estadi Olímpic Lluís Companys · 45.055 espectadors · José María Sánchez Martínez · |  |

| 23 de setembre de 2023 | FC Barcelona                                                    | 3–2     | Celta de Vigo                         | Barcelona                                                                 |  |
| 18:30 CEST (UTC+2) 6   | Christensen 36' · Gavi 39' · Lewandowski 81', 85' · Cancelo 89' | Informe | Larsen 19' · Núñez 43' · Douvikas 76' | Estadi Olímpic Lluís Companys · 43.272 espectadors · Mario Melero López · |  |

| 26 de setembre de 2023 | RCD Mallorca                                           | 2–2     | FC Barcelona                          | Palma                                                            |  |
| 21:30 CEST (UTC+2) 7   | Muriqi 8' · Abdón 45+3' · Rodríguez 48' · Nastasić 61' | Informe | Romeu 36' · Raphinha 41' · Fermín 75' | Estadi de Son Moix · 19.938 espectadors · Alejandro Muñiz Ruiz · |  |

| 29 de setembre de 2023 | FC Barcelona                                    | 1–0     | Sevilla FC                     | Barcelona                                                                       |  |
| 21:00 CEST (UTC+2) 8   | Cancelo 45' · Ramos 76' (p.p.) · Gündoğan 90+3' | Informe | Juanlu 50' Lamela 52' Badé 89' | Estadi Olímpic Lluís Companys · 41.116 espectadors · Miguel Ángel Ortiz Arias · |  |

| 8 d'octubre de 2023  | Granada CF                                                                  | 2–2     | FC Barcelona                              | Granada                                                             |  |
| 21:00 CEST (UTC+2) 9 | Zaragoza 1', 29' · Miquel 66' · Miguel Ángel 68' · Vallejo 86' · Neva 90+8' | Informe | Yamal 45+1' · Roberto 85' · Cancelo 90+8' | Estadi Nuevo Los Cármenes · 20.354 espectadors · César Soto Grado · |  |

| 22 d'octubre de 2023  | FC Barcelona                         | 1–0     | Athletic Club                          | Barcelona                                                                    |  |
| 21:00 CEST (UTC+2) 10 | Gavi 16' · Romeu 41' · Guiu 80', 83' | Informe | Dani García 37' Ares 73' De Marcos 89' | Estadi Olímpic Lluís Companys · 38.194 espectadors · Juan Martínez Munuera · |  |

| 28 d'octubre de 2023  | FC Barcelona                            | 1–2     | Reial Madrid                         | Barcelona                                                                |  |
| 16:15 CEST (UTC+2) 11 | Gündoğan 6' · Fermín 17' · Torres 45+2' | Informe | Carvajal 61' · Bellingham 68', 90+2' | Estadi Olímpic Lluís Companys · 50.112 espectadors · Jesús Gil Manzano · |  |

| 4 de novembre de 2023 | Reial Societat                              | 0–1     | FC Barcelona                                       | Donosti                                                        |  |
| 21:00 CET (UTC+1) 12  | Brais Méndez 49' Zubeldia 74' Zubimendi 84' | Informe | Félix 49' · Martínez 60' · Gavi 86' · Araújo 90+2' | Estadi d'Anoeta · 37.555 espectadors · Javier Alberola Rojas · |  |

| 12 de novembre de 2023 | FC Barcelona                                     | 2–1     | Alavés                    | Barcelona                                                                    |  |
| 16:15 CET (UTC+1) 13   | Lewandowski 53', 77' (pen), 62' · Gündoğan 90+2' | Informe | Omorodion 1' · Duarte 75' | Estadi Olímpic Lluís Companys · 38.183 espectadors · Mateo Busquets Ferrer · |  |

| 25 de novembre de 2023 | Rayo Vallecano                           | 1–1     | FC Barcelona                                                             | Madrid                                                      |  |
| 14:00 CET (UTC+1) 14   | López 39', 70' · Espino 64' · Falcao 90' | Informe | Pedri 31' · Romeu 51' · Lejeune 82' (p.p.) · Félix 90+3' · De Jong 90+4' | Vallecas · 14.148 espectadors · José Luis Munuera Montero · |  |

| 3 de desembre de 2023 | FC Barcelona                                                           | 1–0     | Atlètic de Madrid                               | Barcelona                                                                          |  |
| 21:00 CET (UTC+1) 15  | Félix 28', 50' · Torres 78' · Araújo 79' · Cancelo 88' · De Jong 90+3' | Informe | Giménez 31' Witsel 34' Koke 38' Azpilicueta 47' | Estadi Olímpic Lluís Companys · 34.568 espectadors · José María Sánchez Martínez · |  |

| 10 de desembre de 2023 | FC Barcelona                                    | 2–4     | Girona FC                                                                 | Barcelona                                                                            |  |
| 21:00 CET (UTC+1) 16   | Lewandowski 19' · Gündoğan 90+2' · Araújo 90+7' | Informe | Dòvbik 12' · Gutiérrez 40' · Blind 64' · Valery 80' · Stuani 90+5', 90+5' | Estadi Olímpic Lluís Companys · 42.848 espectadors · Isidro Díaz de Mera Escuderos · |  |

| 16 de desembre de 2023 | València CF               | 1–1     | FC Barcelona                          | València                                                   |  |
| 21:00 CET (UTC+1) 17   | Pérez 65' · Guillamón 70' | Informe | Félix 55' · De Jong 77' · Cancelo 80' | Mestalla · 46.492 espectadors · Miguel Ángel Ortiz Arias · |  |

| 20 de desembre de 2023 | FC Barcelona                                                        | 3–2     | UD Almería                                                   | Barcelona                                                                         |  |
| 19:00 CET (UTC+1) 18   | Raphinha 15', 33' · Christensen 21' · Roberto 60', 83' · Araújo 90' | Informe | Pozo 5' · Baptistão 41' · Lopy 57' · González 71' · Baba 85' | Estadi Olímpic Lluís Companys · 34.471 espectadors · Guillermo Cuadra Fernández · |  |

| 4 de gener de 2024   | UD Las Palmas                                                                                    | 1–2     | FC Barcelona                                                 | Las Palmas                                                          |  |
| 21:30 CET (UTC+1) 19 | Munir 12' · Suárez 58' · Coco 79' · Muñoz 88' · Cardona 90' · Sinkgraven 90+1' · Rodríguez 90+2' | Informe | Roberto 20' · Torres 56' · Yamal 81' · Gündoğan 90+3' (pen.) | Estadi Gran Canaria · 31.712 espectadors · Pablo González Fuertes · |  |

| 21 de gener de 2024  | Reial Betis               | 2–4     | FC Barcelona                                                   | Sevilla                                                      |  |
| 18:30 CET (UTC+1) 21 | Isco 56', 59' · Abner 72' | Informe | Torres 21', 48', 90+2' · De Jong 57' · Félix 90' · Roque 90+6' | Benito Villamarín · 53.288 espectadors · Jesús Gil Manzano · |  |

| 27 de gener de 2024  | FC Barcelona                                                                            | 3–5     | Vila-real CF | Barcelona                                                                        |  |
| 18:30 CET (UTC+1) 22 | Romeu 33' · Gündoğan 60' · Pedri 68' · Lewandowski 68' · Bailly 72' (p.p.) · Araújo 89' | Informe | Baena 16' · Gerard 41' · Akhomach 54' · Bailly 68' · Guedes 84' · Mosquera 89' · Cuenca 90+4' · Sørloth 90+9' · Morales 90+12' | Estadi Olímpic Lluís Companys · 46.229 espectadors · José Luis Munuera Montero · |  |

| 31 de gener de 2024  | FC Barcelona                | 1–0     | CA Osasuna           | Barcelona                                                                     |  |
| 19:00 CET (UTC+1) 20 | Pedri 53' · Vitor Roque 63' | Informe | Unai García 16', 67' | Estadi Olímpic Lluís Companys · 37.888 espectadors · Jorge Figueroa Vázquez · |  |

| 3 de febrer de 2024  | Alavés                          | 1–3     | FC Barcelona                                               | Vitòria                                                      |  |
| 18:30 CET (UTC+1) 23 | Omorodion 12', 51' · Sola 90+7' | Informe | Lewandowski 22' · Gündoğan 49' · Vitor Roque 63', 67', 72' | Mendizorrotza · 19.480 espectadors · Juan Martínez Munuera · |  |

| 11 de febrer de 2024 | FC Barcelona                                  | 3–3     | Granada CF                                               | Barcelona                                                                       |  |
| 21:00 CET (UTC+1) 24 | Yamal 14', 80' · Lewandowski 63' · Fermín 78' | Informe | Ruiz 33' · Sánchez 43' · Pellistri 60' · Miquel 66', 78' | Estadi Olímpic Lluís Companys · 41.901 espectadors · Miguel Ángel Ortiz Arias · |  |

| 17 de febrer de 2024 | Celta de Vigo           | 1–2     | FC Barcelona                                                                                         | Vigo                                                              |  |
| 18:30 CET (UTC+1) 25 | Allende 15' · Aspas 47' | Informe | Christensen 38' · Lewandowski 45', 90+7' (pen.) · De Jong 90+4' · Ter Stegen 90+5' · Martínez 90+10' | Abanca-Balaídos · 23.096 espectadors · Juan Luis Pulido Santana · |  |

| 24 de febrer de 2024 | FC Barcelona                                                         | 4–0     | Getafe CF                                    | Barcelona                                                                   |  |
| 16:15 CET (UTC+1) 26 | Raphinha 20' · Gündoğan 37' · Félix 53' · De Jong 61' · Fermín 90+1' | Informe | Alderete 37' Djené 48' Rico 50' Santiago 90' | Estadi Olímpic Lluís Companys · 36.803 espectadors · Alejandro Muñiz Ruiz · |  |

| 3 de març de 2024    | Athletic Club                          | 0–0     | FC Barcelona                          | Bilbao                                                           |  |
| 21:00 CET (UTC+1) 27 | D. García 52' Imanol 65' Berenguer 86' | Informe | Araújo 32' Christensen 62' Koundé 88' | San Mamés · 50.295 espectadors · Alejandro Hernández Hernández · |  |

| 8 de març de 2024    | FC Barcelona                            | 1–0     | RCD Mallorca | Barcelona                                                                         |  |
| 21:00 CET (UTC+1) 28 | Gündoğan 24' · Martínez 53' · Yamal 73' | Informe | S. Costa 86' | Estadi Olímpic Lluís Companys · 38.225 espectadors · Javier Iglesias Villanueva · |  |

| 17 de març de 2024   | Atlètic de Madrid                                    | 0–3     | FC Barcelona                                          | Madrid                                                                     |  |
| 21:00 CET (UTC+1) 29 | R. De Paul 46' Savić 61' Barrios 89' N. Molina 90+2' | Informe | Koundé 33' · Félix 38' · Lewandowski 47' · Fermín 65' | Cívitas Metropolitano · 68.253 espectadors · José María Sánchez Martínez · |  |

| 30 de març de 2024   | FC Barcelona                                                                             | 1–0     | UD Las Palmas          | Barcelona                                                                    |  |
| 21:00 CET (UTC+1) 30 | Gündoğan 52' · Raphinha 59' · Roberto 63' · Martínez 64' · Lewandowski 81' · Cancelo 88' | Informe | Cardona 14' Valles 24' | Estadi Olímpic Lluís Companys · 46.788 espectadors · Mateo Busquets Ferrer · |  |

| 13 d'abril de 2024    | Cadis CF                                      | 0–1     | FC Barcelona                             | Cadis                                                              |  |
| 21:00 CEST (UTC+2) 31 | R. Alcaraz 45+1' Javi Hdez. 64' Roger MS. 85' | Informe | Cubarsí 26' · Félix 37' · Ter Stegen 77' | Nuevo Mirandilla · 19.607 espectadors · Juan Luis Pulido Santana · |  |

| 21 d'abril de 2024    | Reial Madrid                                                                    | 3–2     | FC Barcelona                                           | Madrid                                                      |  |
| 21:00 CEST (UTC+2) 32 | Vinícius 18', 75' · Camavinga 33' · Vázquez 73' · Modrić 83' · Bellingham 90+1' | Informe | Christensen 6' · Fermín 69' · Koundé 75' · Cubarsí 90' | Santiago Bernabéu · 77.981 espectadors · César Soto Grado · |  |

| 29 d'abril de 2024    | FC Barcelona                                           | 4–2     | València CF                                        | Barcelona                                                                           |  |
| 21:00 CEST (UTC+2) 33 | Fermín 22' · Cubarsí 42' · Lewandowski 49', 82', 90+3' | Informe | Duro 27' · Pepelu 38' (pen.) · Mamardaixvili 45+4' | Estadi Olímpic Lluís Companys · 30.167 espectadors · Ricardo De Burgos Bengoetxea · |  |

| 4 de maig de 2024     | Girona FC                                  | 4–2     | FC Barcelona                                                                      | Girona                                                           |  |
| 18:30 CEST (UTC+2) 34 | Dòvbik 4' · Portu 65', 74' · Gutiérrez 67' | Informe | Christensen 3' · Koundé 28' · Araújo 39' · Roberto 43' · Lewandowski 45+1' (pen.) | Montilivi · 14.090 espectadors · Alejandro Hernández Hernández · |  |

| 13 de maig de 2024    | FC Barcelona                                            | 2–0     | Reial Societat                           | Barcelona                                                                         |  |
| 21:00 CEST (UTC+2) 35 | Yamal 40' · Gündoğan 51' · Raphinha 90+3' (pen.), 90+4' | Informe | Aramburu 57' Pacheco 64' Oyarzabal 90+2' | Estadi Olímpic Lluís Companys · 35.829 espectadors · Guillermo Cuadra Fernández · |  |

| 16 de maig de 2024    | UD Almería | 0–2     | FC Barcelona                | Almeria                                                                      |  |
| 21:30 CEST (UTC+2) 36 |            | Informe | Fermín 14', 67' · Roque 85' | Estadi dels Jocs Mediterranis · 15.543 espectadors · Javier Alberola Rojas · |  |

| 19 de maig de 2024    | FC Barcelona                                                                             | 3–0     | Rayo Vallecano         | Barcelona                                                                |  |
| 19:00 CEST (UTC+2) 37 | Lewandowski 3' · Yamal 10' · Raphinha 31' · Cubarsí 37' · Pedri 72', 75' · Cancelo 90+2' | Informe | Mumin 23' Valentín 50' | Estadi Olímpic Lluís Companys · 35.823 espectadors · Jesús Gil Manzano · |  |

| 26 de maig de 2024    | Sevilla FC                                | 1–2     | FC Barcelona                               | Sevilla                                                                          |  |
| 21:00 CEST (UTC+2) 38 | En-Nesyri 31' · Salas 36' · Ocampos 90+3' | Informe | Lewandowski 15' · Cancelo 49' · Fermín 59' | Estadi Ramón Sánchez Pizjuán · 34.888 espectadors · Javier Iglesias Villanueva · |  |

### Copa del Rei
| 7 de gener del 2024                | UD Barbastro                                                      | 2–3     | FC Barcelona                                       | Barbastre                                                              |  |
| 21:00 CET (UTC+1) Setzens de final | Carbonell 36' · Adriá De Mesa 60' · Gonpi 80' · Prat 90+3' (pen.) | Informe | Fermín 18' · Raphinha 51' · Lewandowski 88' (pen.) | Municipal de Deportes · 6.000 espectadors · Juan Luis Pulido Santana · |  |

| 18 de gener de 2024                | Unionistas de Salamanca                      | 1–3     | FC Barcelona                                                 | Salamanca                                                     |  |
| 19:30 CET (UTC+1) Vuitens de final | Álvaro Gómez 31' · Jiménez 43' · Giménez 78' | Informe | Torres 45' · Guiu 51' · Koundé 69' · Cubarsí 70' · Balde 73' | Reina Sofía · 6.246 espectadors · Francisco Hernández Maeso · |  |

| 24 de gener de 2024               | Athletic Club                                                                                               | 4–2 (prò.) | FC Barcelona                                                                                             | Bilbao                                                         |  |
| 21:30 CET (UTC+1) Quarts de final | Guruzeta 1' · Sancet 36', 49' · Prados 83' · I. Williams 105+2' · Herrera 109' · N. Williams 120+1', 120+1' | Informe    | Christensen 17' · Lewandowski 26' · Yamal 32', 95' · Torres 83' · Fort 84' · De Jong 115' · Roberto 117' | San Mamés · 50.403 espectadors · José María Sánchez Martínez · |  |

### Lliga de Campions

#### Fase de Grups: H
| Equip           | Pts | PJ | PG | PE | PP | GF | GC | DG  |
| --------------- | --- | -- | -- | -- | -- | -- | -- | --- |
| FC Barcelona    | 12  | 6  | 4  | 0  | 2  | 12 | 6  | +6  |
| FC Porto        | 12  | 6  | 4  | 0  | 2  | 15 | 8  | +7  |
| Xakhtar Donetsk | 9   | 6  | 3  | 0  | 3  | 10 | 12 | -2  |
| Royal Antwerp   | 3   | 6  | 1  | 0  | 5  | 6  | 17 | -11 |

| 19 de setembre de 2023 | FC Barcelona                                                                | 5–0     | Royal Antwerp FC | Barcelona                                                                      |  |
| 21:00 CEST (UTC+2) 1   | João Félix 11', 66' · Lewandowski 19' · Bataille 22' (p.p.) · Gavi 36', 54' | Informe |                  | Estadi Olímpic Lluís Companys · 40.989 espectadors · Radu Petrescu (Romania) · |  |

| 4 d'octubre del 2023 | FC Porto    | 0–1     | FC Barcelona                                                                                     | Porto                                                                  |  |
| 21:00 CEST (UTC+2) 2 | Cardoso 28' | Informe | Cancelo 13' · Araújo 28' · Gavi 37', 90+3' · Torres 45+1' · Koundé 47' · Félix 50' · Roberto 86' | Estádio do Dragão · 49.722 espectadors · Anthony Taylor (Anglaterra) · |  |

| 25 d'octubre del 2023 | FC Barcelona                             | 2–1     | Xakhtar Donetsk                                       | Barcelona                                                                         |  |
| 18:45 CEST (UTC+2) 3  | Torres 28', 43' · Fermín 36' · Balde 75' | Informe | Kryskiv 50' · Sudakov 62' · Konoplya 72' · Bondar 87' | Estadi Olímpic Lluís Companys · 41.409 espectadors · Ivan Kružliak (Eslovàquia) · |  |

| 7 de novembre del 2023 | Xakhtar Donetsk          | 1–0     | FC Barcelona | Hamburg                                                                       |  |
| 18:45 CET (UTC+1) 4    | Sikan 40' Newerton 90+8' | Informe | Araújo 45+2' | Volksparkstadion · 49.147 espectadors · Irfan Peljto (Bòsnia i Hercegovina) · |  |

| 28 de novembre del 2023 | FC Barcelona                               | 2–1     | FC Porto                                     | Barcelona                                                                      |  |
| 21:00 CET (UTC+1) 5     | Cancelo 32' · De Jong 37' · Félix 57', 59' | Informe | Pepê 30', 74' · Cardoso 36' · João Mário 57' | Estadi Olímpic Lluís Companys · 43.533 espectadors · Daniele Orsato (Itàlia) · |  |

| 13 de desembre del 2023 | Antwerp                                                                                    | 3–2     | FC Barcelona                                             | Anvers                                                      |  |
| 21:00 CET (UTC+1) 6     | Vermeeren 2' · Wijndal 23' · Janssen 56' · De Laet 90' · Ilenikhena 90+2' · Bataille 90+7' | Informe | Torres 35', 90+6' · Yamal 42' · Roberto 54' · Guiu 90+1' | Bosuilstadion · 13.550 espectadors · Marco Guida (Itàlia) · |  |

#### Fase final

##### Vuitens de final
| 21 de febrer de 2024              | Nàpols      | 1–1     | FC Barcelona                                                   | Nàpols                                                                         |  |
| 21:00 CET (UTC+1) Vuitens - anada | Osimhen 75' | Informe | De Jong 16' · Lewandowski 60' · Martínez 75' · Christensen 78' | Estadi Diego Armando Maradona · 49.529 espectadors · Felix Zwayer (Alemanya) · |  |

| 12 de març de 2024                  | FC Barcelona                                                             | 3–1 (Total: 4–2) | Nàpols                                                     | Barcelona                                                                             |  |
| 21:00 CET (UTC+1) Vuitens - tornada | Fermín 15' · Cancelo 17' · Christensen 19' · Yamal 44' · Lewandowski 83' | Informe          | Rrahmani 30' · Juan Jesus 45+2' · Traorè 63' · Olivera 67' | Estadi Olímpic Lluís Companys · 50.301 espectadors · Danny Makkelie (Països Baixos) · |  |

##### Quarts de final
| 10 d'abril de 2024               | Paris Saint-Germain       | 2–3     | FC Barcelona                        | París                                                                   |  |
| 21:00 CET (UTC+1) Quarts - anada | Dembélé 81' · Vitinha 81' | Informe | Raphinha 37', 62' · Christensen 77' | Parc dels Prínceps · 47.470 espectadors · Anthony Taylor (Anglaterra) · |  |

| 16 d'abril de 2024                 | FC Barcelona                                                                                    | 1–4 (Total: 4–6) | Paris Saint-Germain                                                                                      | Barcelona                                                                      |  |
| 21:00 CET (UTC+1) Quarts - tornada | Raphinha 12', 90+7' · Araújo 29' · Martínez 40' · Lewandowski 50' · Gündoğan 64' · Fermín 90+8' | Informe          | Dembélé 40' · Mbappé 40', 61' (pen.), 89' · Fabián 45+1' · Vitinha 54' · Marquinhos 62' · Donnarumma 87' | Estadi Olímpic Lluís Companys · 50.309 espectadors · István Kovács (Romania) · |  |

### Supercopa d'Espanya
| 11 de gener de 2024                         | FC Barcelona                  | 2–0     | CA Osasuna                      | Riad, Aràbia Saudita                                  |  |
| 22:00 a l'Aràbia Saudita (UTC+3) Semifinals | Lewandowski 59' · Yamal 90+3' | Informe | Catena 32' Muñoz 39' Arnaiz 56' | Estadi Universitari Rei Saud · Alejandro Muñiz Ruiz · |  |

| 14 de gener de 2024                    | Reial Madrid                                                              | 4–1     | FC Barcelona                                    | Riad, Aràbia Saudita                                                        |  |
| 22:00 a l'Aràbia Saudita (UTC+3) Final | Vinícius 7', 10', 39' (pen.) · Bellingham 43' · Rüdiger 62' · Rodrygo 64' | Informe | Lewandowski 33' · Araújo 37', 71' · Roberto 40' | Estadi Universitari Rei Saud · 23.977 espectadors · Juan Martínez Munuera · |  |

## Estadístiques

### Estadístiques dels jugadors
| N. | Pos.    | Nac. | Jugador               | Total   | Total   | Lliga   | Lliga   | Copa del Rei | Copa del Rei | Supercopa d'Espanya | Supercopa d'Espanya | Lliga de Campions | Lliga de Campions |         |         |
| N. | Pos.    | Nac. | Jugador               | PJ      | Gols    | PJ      | Gols    | PJ           | Gols         | PJ                  | Gols                | PJ                | Gols              |         |         |
| Porters | Porters | Porters | Porters               | Porters | Porters | Porters | Porters | Porters      | Porters      | Porters             | Porters             | Porters           | Porters           | Porters | Porters |
| --- | ------- | --- | --------------------- | ------- | ------- | ------- | ------- | ------------ | ------------ | ------------------- | ------------------- | ----------------- | ----------------- | ------- | ------- |
| 1 | POR     | [[Fitxer:Flag of Germany.svg\|23x15px\|border \|alt=Alemanya\|link=Selecció de futbol d'Alemanya\|{{#if:\|]]                                   | Marc-André ter Stegen | 36      | 0       | 28      | 0       | 0            | 0            | 0                   | 0                   | 8                 | 0                 |         |         |
| 13 | POR     | [[Fitxer:Flag of the Valencian Community (2x3).svg\|23x15px\|border \|alt=País Valencià\|link=Selecció de futbol del País Valencià\|{{#if:\|]] | Iñaki Peña            | 17      | 0       | 10      | 0       | 3            | 0            | 2                   | 0                   | 2                 | 0                 |         |         |
| Defenses |         | |                       |         |         |         |         |              |              |                     |                     |                   |                   |         |         |
| 2 | DEF     | [[Fitxer:Flag of Portugal (official).svg\|23x15px\|border \|alt=Portugal\|link=Selecció de futbol de Portugal\|{{#if:\|]]                      | João Cancelo          | 41      | 4       | 29+3    | 2       | 0            | 0            | 0                   | 0                   | 9                 | 2                 |         |         |
| 3 | DEF     | [[Fitxer:Flag of Catalonia.svg\|23x15px\|border \|alt=Catalunya\|link=Selecció de futbol de Catalunya\|{{#if:\|]]                              | Alejandro Balde       | 28      | 1       | 15+3    | 0       | 2            | 1            | 2                   | 0                   | 3+3               | 0                 |         |         |
| 4 | DEF     | [[Fitxer:Flag of Uruguay.svg\|23x15px\|border \|alt=Uruguai\|link=Selecció de futbol de l'Uruguai\|{{#if:\|]]                                  | Ronald Araújo         | 37      | 1       | 21+4    | 1       | 2            | 0            | 2                   | 0                   | 8                 | 0                 |         |         |
| 5 | DEF     | [[Fitxer:Flag of Spain.svg\|23x15px\|border \|alt=Espanya\|link=Selecció de futbol d'Espanya\|{{#if:\|]]                                       | Íñigo Martínez        | 25      | 0       | 13+7    | 0       | 1            | 0            | 0                   | 0                   | 3+1               | 0                 |         |         |
| 15 | DEF     | [[Fitxer:Flag of Denmark.svg\|23x15px\|border \|alt=Dinamarca\|link=Selecció de futbol de Dinamarca\|{{#if:\|]]                                | Andreas Christensen   | 41      | 3       | 27+3    | 2       | 2            | 0            | 2                   | 0                   | 5+2               | 1                 |         |         |
| 17 | DEF     | [[Fitxer:Flag of Spain.svg\|23x15px\|border \|alt=Espanya\|link=Selecció de futbol d'Espanya\|{{#if:\|]]                                       | Marcos Alonso         | 8       | 0       | 3+2     | 0       | 0            | 0            | 0                   | 0                   | 2+1               | 0                 |         |         |
| 23 | DEF     | [[Fitxer:Flag of France (1794–1815, 1830–1974).svg\|23x15px\|border \|alt=França\|link=Selecció de futbol de França\|{{#if:\|]]                | Jules Koundé          | 48      | 2       | 32+3    | 1       | 3            | 1            | 2                   | 0                   | 8                 | 0                 |         |         |
| 33 | DEF     | [[Fitxer:Flag of Catalonia.svg\|23x15px\|border \|alt=Catalunya\|link=Selecció de futbol de Catalunya\|{{#if:\|]]                              | Pau Cubarsí           | 24      | 0       | 18+1    | 0       | 0+2          | 0            | 0                   | 0                   | 3                 | 0                 |         |         |
| 39 | DEF     | [[Fitxer:Flag of Catalonia.svg\|23x15px\|border \|alt=Catalunya\|link=Selecció de futbol de Catalunya\|{{#if:\|]]                              | Héctor Fort           | 10      | 0       | 4+3     | 0       | 1+1          | 0            | 0                   | 0                   | 1                 | 0                 |         |         |
| Migcampistes |         | |                       |         |         |         |         |              |              |                     |                     |                   |                   |         |         |
| 6 | MIG     | [[Fitxer:Flag of Spain.svg\|23x15px\|border \|alt=Espanya\|link=Selecció de futbol d'Espanya\|{{#if:\|]]                                       | Gavi                  | 15      | 2       | 10+2    | 1       | 0            | 0            | 0                   | 0                   | 3                 | 1                 |         |         |
| 8 | MIG     | [[Fitxer:Flag of Spain.svg\|23x15px\|border \|alt=Espanya\|link=Selecció de futbol d'Espanya\|{{#if:\|]]                                       | Pedri                 | 34      | 4       | 16+8    | 4       | 1+1          | 0            | 1+1                 | 0                   | 3+3               | 0                 |         |         |
| 16/32 | MIG     | [[Fitxer:Flag of Spain.svg\|23x15px\|border \|alt=Espanya\|link=Selecció de futbol d'Espanya\|{{#if:\|]]                                       | Fermín López          | 42      | 11      | 14+17   | 8       | 2            | 1            | 0+1                 | 0                   | 3+5               | 2                 |         |         |
| 18 | MIG     | [[Fitxer:Flag of Catalonia.svg\|23x15px\|border \|alt=Catalunya\|link=Selecció de futbol de Catalunya\|{{#if:\|]]                              | Oriol Romeu           | 37      | 0       | 11+17   | 0       | 2            | 0            | 0                   | 0                   | 4+3               | 0                 |         |         |
| 20 | MIG     | [[Fitxer:Flag of Catalonia.svg\|23x15px\|border \|alt=Catalunya\|link=Selecció de futbol de Catalunya\|{{#if:\|]]                              | Sergi Roberto         | 24      | 3       | 10+4    | 3       | 1+2          | 0            | 2                   | 0                   | 2+3               | 0                 |         |         |
| 21 | MIG     | [[Fitxer:Flag of the Netherlands.svg\|23x15px\|border \|alt=Països Baixos\|link=Selecció de futbol dels Països Baixos\|{{#if:\|]]              | Frenkie de Jong       | 30      | 2       | 20      | 2       | 3            | 0            | 2                   | 0                   | 5                 | 0                 |         |         |
| 22 | MIG     | [[Fitxer:Flag of Germany.svg\|23x15px\|border \|alt=Alemanya\|link=Selecció de futbol d'Alemanya\|{{#if:\|]]                                   | İlkay Gündoğan        | 51      | 5       | 33+3    | 5       | 1+2          | 0            | 2                   | 0                   | 9+1               | 0                 |         |         |
| 30 | MIG     | [[Fitxer:Flag of Catalonia.svg\|23x15px\|border \|alt=Catalunya\|link=Selecció de futbol de Catalunya\|{{#if:\|]]                              | Marc Casadó           | 4       | 0       | 0+2     | 0       | 0            | 0            | 0                   | 0                   | 0+2               | 0                 |         |         |
| Davanters |         | |                       |         |         |         |         |              |              |                     |                     |                   |                   |         |         |
| 7 | DAV     | [[Fitxer:Flag of the Valencian Community (2x3).svg\|23x15px\|border \|alt=País Valencià\|link=Selecció de futbol del País Valencià\|{{#if:\|]] | Ferran Torres         | 42      | 11      | 12+17   | 7       | 3            | 1            | 2                   | 0                   | 3+5               | 3                 |         |         |
| 9 | DAV     | [[Fitxer:Flag of Poland.svg\|23x15px\|border \|alt=Polònia\|link=Selecció de futbol de Polònia\|{{#if:\|]]                                     | Robert Lewandowski    | 49      | 26      | 32+3    | 19      | 1+2          | 2            | 2                   | 2                   | 9                 | 3                 |         |         |
| 11 | DAV     | [[Fitxer:Flag of Brazil.svg\|23x15px\|border \|alt=Brasil\|link=Selecció de futbol del Brasil\|{{#if:\|]]                                      | Raphinha              | 37      | 10      | 17+11   | 6       | 1            | 1            | 1                   | 0                   | 6+1               | 3                 |         |         |
| 14 | DAV     | [[Fitxer:Flag of Portugal (official).svg\|23x15px\|border \|alt=Portugal\|link=Selecció de futbol de Portugal\|{{#if:\|]]                      | João Félix            | 44      | 10      | 18+12   | 7       | 2+1          | 0            | 0+2                 | 0                   | 4+5               | 3                 |         |         |
| 19 | DAV     | [[Fitxer:Flag of Brazil.svg\|23x15px\|border \|alt=Brasil\|link=Selecció de futbol del Brasil\|{{#if:\|]]                                      | Vitor Roque           | 16      | 2       | 2+12    | 2       | 0+2          | 0            | 0                   | 0                   | 0                 | 0                 |         |         |
| 27 | DAV     | [[Fitxer:Flag of Catalonia.svg\|23x15px\|border \|alt=Catalunya\|link=Selecció de futbol de Catalunya\|{{#if:\|]]                              | Lamine Yamal          | 50      | 7       | 22+15   | 5       | 1            | 1            | 0+2                 | 1                   | 7+3               | 0                 |         |         |
| 38 | DAV     | [[Fitxer:Flag of Catalonia.svg\|23x15px\|border \|alt=Catalunya\|link=Selecció de futbol de Catalunya\|{{#if:\|]]                              | Marc Guiu             | 7       | 2       | 1+2     | 1       | 1+1          | 0            | 0                   | 0                   | 0+2               | 1                 |         |         |
| Futbolistes que han jugat algun partit o han tingut dorsal aquesta temporada, però que han marxat del club abans d'acabar-la |         | |                       |         |         |         |         |              |              |                     |                     |                   |                   |         |         |
| 10 | DAV     | [[Fitxer:Flag of Spain.svg\|23x15px\|border \|alt=Espanya\|link=Selecció de futbol d'Espanya\|{{#if:\|]]                                       | Ansu Fati             | 3       | 0       | 0+3     | 0       | 0            | 0            | 0                   | 0                   | 0                 | 0                 |         |         |
| 16 | DAV     | [[Fitxer:Flag of Morocco.svg\|23x15px\|border \|alt=Marroc\|link=Selecció de futbol del Marroc\|{{#if:\|]]                                     | Abde Ezzalzouli       | 2       | 0       | 0+2     | 0       | 0            | 0            | 0                   | 0                   | 0                 | 0                 |         |         |
| 24 | DEF     | [[Fitxer:Flag of Catalonia.svg\|23x15px\|border \|alt=Catalunya\|link=Selecció de futbol de Catalunya\|{{#if:\|]]                              | Eric García           | 2       | 0       | 0+2     | 0       | 0            | 0            | 0                   | 0                   | 0                 | 0                 |         |         |
| Gols en pròpia (4) |         | |                       |         |         |         |         |              |              |                     |                     |                   |                   |         |         |